# Vladimír Stránský
Vladimír Stránský (* 7. června 1947 Jihlava) je bývalý český hokejový útočník. Po skončení aktivní kariéry působil jako trenér mládeže. Hokej hrají i jeho vnuci Matěj Stránský a Šimon Stránský.

## Hokejová kariéra
V československé lize hrál za TJ Vítkovice a TJ Gottwaldov. V roce 1981 získal s Vítkovicemi československý mistrovský titul. Ve Vítkovicích vytvořil elitní útočnou formaci Stránský - Holaň - Neuvirth.

## Klubové statistiky
| Sezona    | Klub            | Soutěž  | Základní část | Základní část | Základní část | Základní část | Základní část |
| Sezona    | Klub            | Soutěž  | Z             | G             | A             | B             | TM            |
| --------- | --------------- | ------- | ------------- | ------------- | ------------- | ------------- | ------------- |
| 1972/1973 | TJ VŽKG Ostrava | 2. liga | -             | -             | -             | -             | -             |
| 1973/1974 | TJ VŽKG Ostrava | 1. liga | -             | -             | -             | -             | -             |
| 1974/1975 | TJ VŽKG Ostrava | 1. liga | -             | -             | -             | -             | -             |
| 1975/1976 | TJ VŽKG Ostrava | 1. liga | -             | -             | -             | -             | -             |
| 1976/1977 | TJ Vítkovice    | 1. liga | -             | -             | -             | -             | -             |
| 1977/1978 | TJ Vítkovice    | 1. liga | 44            | 23            | 15            | 38            | 28            |
| 1978/1979 | TJ Vítkovice    | 1. liga | 43            | 17            | 5             | 22            | 26            |
| 1979/1980 | TJ Vítkovice    | 1. liga | 41            | 12            | 6             | 18            | 26            |
| 1980/1981 | TJ Vítkovice    | 1. liga | 29            | 5             | 9             | 14            | 6             |
| 1981/1982 | TJ Gottwaldov   | 1. liga | 14            | 1             | 0             | 1             | -             |